# 우다영
우다영(1990년 ~ )은 대한민국의 소설가이다. 2014년 『세계의 문학』 신인상으로 등단했다. 소설집으로 『밤의 징조와 연인들』이 있다.

## 저작 목록
- 밤의 징조와 연인들(2018)